# Posto di passaggio Osteriazza
Il posto di passaggio Osteriazza è un posto di passaggio posto alla progressiva chilometrica 25+683 della ferrovia Pontremolese.

## Storia
Il posto di passaggio venne attivato il 30 novembre 2014 in concomitanza con l'apertura all'esercizio della variante di tracciato dall'impianto a Solignano.

## Strutture e impianti
L'impianto dispone di un fabbricato di servizio, posto al chilometro 25+683, all'interno del quale è presente l'apparato centrale elettrico a itinerari, gestito in telecomando, per mezzo del quale si controlla tutto l'impianto e i due binari della linea collegati tra loro tramite un deviatoio di immissione posto lato Parma e percorribile fino alla velocità di 100 km/h. Il binario 2, dopo il deviatoio, termina con un tronchino con relativo paraurti.

## Movimento
Essendo un posto di movimento, l'impianto non è abilitato al traffico viaggiatori e si occupa solamente dello smistamento dei treni provenienti da Parma sul binario 2 o dispari e provenienti da La Spezia sul binario 1 o pari.